# 薩爾嫩
薩爾嫩（德語：Sarnen）是瑞士的一個城市。是上瓦爾登州的首府所在地。坐落於薩爾嫩湖湖岸，盧塞恩以南20公里處。人口在1萬人左右。平均海拔約400米。薩爾嫩與下瓦爾登州之間有高速公路相連。當地的官方語言是德語。

## 历史
萨尔嫩这个名字来源于前凯尔特时期，其中的sar在印欧祖语中是“流动的水”的意思。因此萨尔嫩最早有人类定居应该是在青铜时代早期。第一次提到萨尔嫩这个名字是公元9世纪左右的一份文件，提到萨尔嫩一位叫Recho的贵族向卢塞恩的圣莱奥德伽尔修道院进行捐赠。当时使用的地名是Sarnono。之后在1036年，伦茨堡伯爵乌尔里希一世的一份文件中出现的名字Sarnuna。在当地留存下来的早期日历中，萨尔嫩的拼法是Sarnon。
1468年8月14日下午，一场大火吞没了萨尔嫩，包括才建立50年的市政厅。1919年4月5日，萨尔嫩广场发生火灾，烧毁了多幢房屋。
在赫尔维蒂共和国时期，萨尔嫩是瓦尔德施泰滕州萨尔嫩区的首府。经过1803年的调解，上瓦尔登州重新恢复，萨尔嫩由此成为上瓦尔登州的首府。
1831年大梅尔希河发生洪水淹没萨尔嫩部分地区，这条河在1880年改道，从此不再流经萨尔嫩而是直接注入萨尔嫩湖。2005年阿尔卑斯山洪灾，萨尔嫩湖水位暴涨淹没了萨尔嫩的部分区域，导致巨大损失。
1964年萨尔嫩发生两次地震，导致部分建筑物被毁坏。
萨尔嫩地区的发送器一直位于萨尔嫩附近，使用陡波束天线进行中波信号的广播，并用于晚间的节目。1990年代中期，萨尔嫩发送器已经停止运作。

## 地理
萨尔嫩平均海拔470米，最低点是位于东北的维希尔湖（Wichelsee），海拔459米，最高点是菲尔施泰因（Fürstein），海拔2040米。维希尔湖和萨尔嫩湖有一部分归属萨尔嫩市管辖范围。萨尔嫩西侧是卢塞恩州。萨尔嫩北侧是阿尔普纳赫。东南部隔着萨尔嫩湖是萨赫塞恩。萨尔嫩阿河穿过萨尔嫩湖和维希尔湖往北经阿尔普纳赫流入琉森湖。萨尔嫩附近最著名的山峰当属皮拉图斯峰，海拔2132米。

## 景点
- 兰登贝格城堡
- 女巫塔

## 外部連結
- 市公所網站 （页面存档备份，存于） （德文）